# يوهانس هوفمان (ممثل)
يوهانس هوفمان (بالألمانية: Markus Hoffmann)‏ (و. 1971 – 1997 م) هو ممثل أفلام، وممثل تلفزي ألماني، ولد في برلين، توفي عن عمر يناهز 26 عاماً، بسبب سقوط.

## وصلات خارجية
- جوهانس هوفمان على موقع IMDb (الإنجليزية)

- يوهانس هوفمان في قاعدة بيانات الأفلام على الإنترنت